# 八穀三
鹿豹座26，又名BD+56 1058，HD 38091、SAO 25362、HR 1969，是鹿豹座的一颗恒星，视星等为5.94，位于銀經156.39，銀緯13.88，其B1900.0坐标为赤經5h 38m 4.6s，赤緯+56° 13.88′ 27″。